# Prospect Camp (Bermuda)

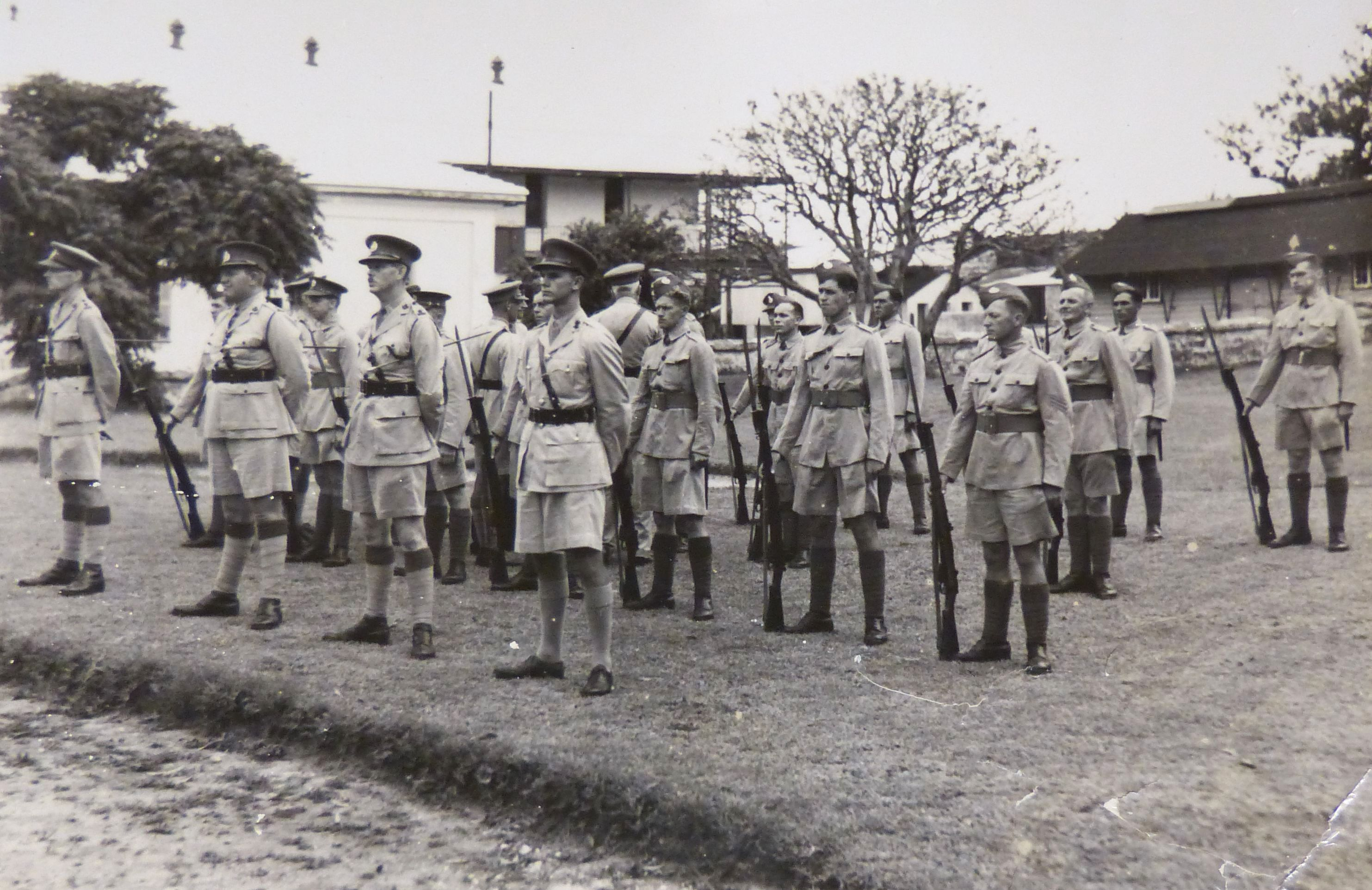
Truppenparade auf Prospect Camp (22. Juni 1940).

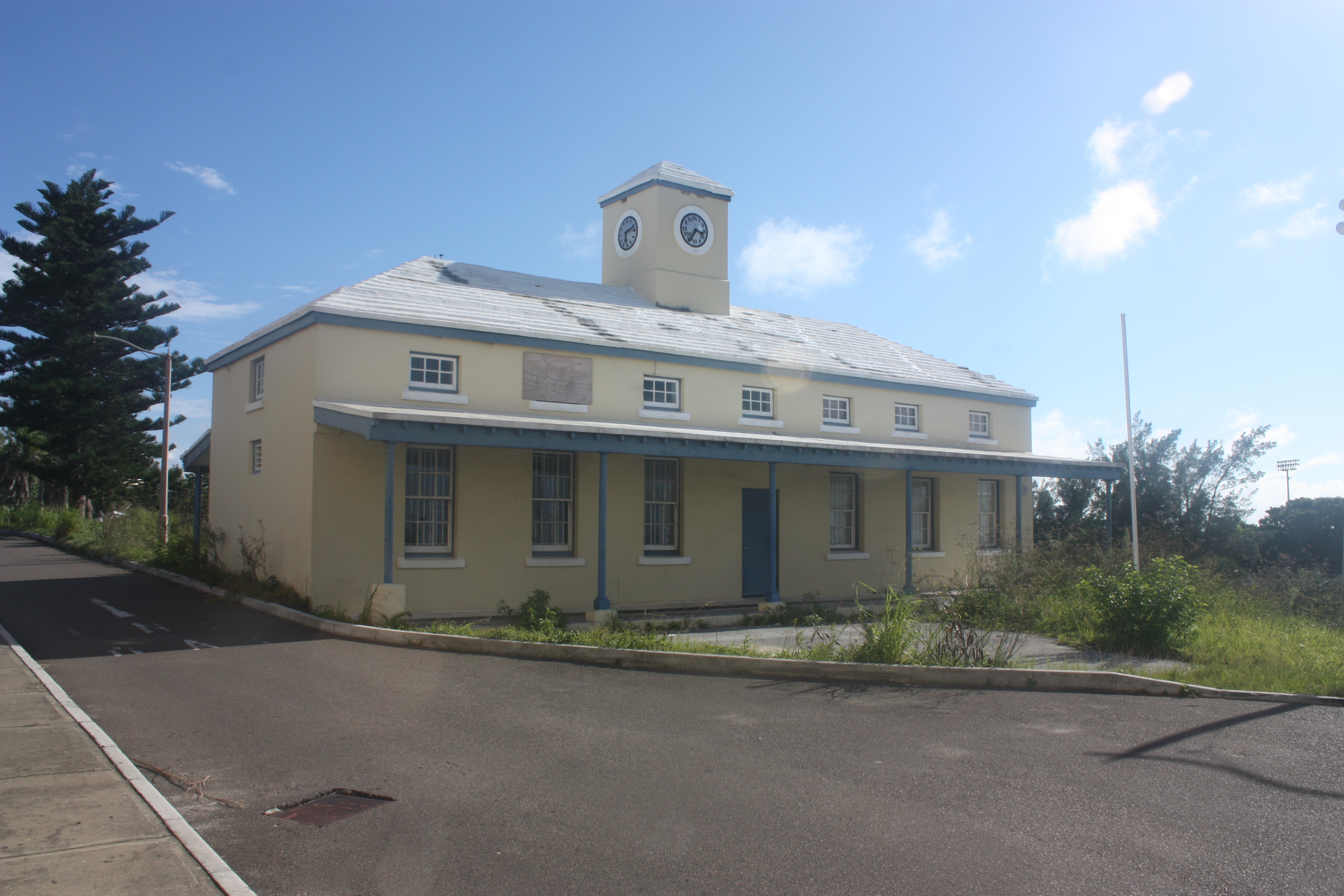
Die ehemalige Wache des Militärgeländes wurde zeitweise von der Polizei genutzt (2011).

Prospect Camp, auch als Prospect Garrison bezeichnet, war das Hauptinfanterielager der Garnison auf Bermuda.
Es war der Stützpunkt der mobilen Artillerie-Batterien, die hier ab 1899 zunächst von der Royal Garrison Artillery und ab 1924 von der Royal Artillery betrieben wurden. Zur Anlage gehörten ferner Fort Prospect, Fort Langton und Fort Hamilton. Im Jahr 1957 wurde die Garnison aufgelöst und das Gelände der Regierung übertragen.
Seitdem werden Teile des ehemaligen Militärgeländes anderweitig behördlich oder privat genutzt. Dazu gehörten oder gehören eine Polizeidienststelle, Teile des Bildungsministeriums, eine Schule, das Nationalstadion sowie die in den 1990er Jahren dort neu errichtete Cedarbridge Academy (CBA).